# Janjucetus
Janjucetus is een geslacht van uitgestorven walvissen.
In 2006 werd de typesoort beschreven: Janjucetus hunderi. Het dier leefde 25 miljoen jaar geleden in Australië en werd 3,5 meter lang. Vermoedelijk filterde Janjucetus zijn voedsel uit het water met behulp van gespecialiseerde tanden.
In 2025 werd nog een tweede soort beschreven: Janjucetus dullardi.